# Saarbach (Feller Bach)
Der Saarbach, auch Farschweilerbach genannt, ist ein südlicher und linker Zufluss des Feller Baches im rheinland-pfälzischen Landkreis Trier-Saarburg. Er hat eine Länge von 2,41 km, ein Einzugsgebiet von 4,75 km² und die Gewässerkennziffer 267240.

## Historie der Namensgebung
Häufig bezeichnet man als Saarbach auch den Abschnitt des Lorscheider Baches/Feller Baches von der Klostermühle bis zur Mündung des Welgerbaches unterhalb des Burgkopfes. In diesem Tal gibt es die Flurnamen In der Saarbach und Unten in der Saarbach.
Auf der Topographischen Aufnahme der Rheinlande um 1820 wird der Bach auch unterhalb der Welgerbachmündung noch als Saarbach bezeichnet.
Der Welgerbach heißt auf dieser Landkarte Mehringerbach.
Nach einer Beschreibung der Römerstraße von Trier nach Bingen wird die Bezeichnung Saarbach noch in Oberfell verwendet.
Nach der Vereinigung der Bäche, die den Feller Bach bilden, führte die Römerstraße demnach über den Feller Bach, folgte dem Saarbach aufwärts bis zu der Stelle, wo er sich in seinem Lauf südlich wendet. Die Straße verließ dann das Tal und verlief weiter in Richtung Viehhaus (Mehring) und Büdlicherbrück.

## Geographie

### Verlauf
Der Saarbach entspringt in Farschweiler an der K 84
auf einer Höhe von 466 m ü. NHN.
Er fließt zunächst zum Teil unterirdisch verrohrt in nördlicher Richtung durch den Ort, dann durch ein Wiesental und wird danach nördlich der Flur Bei der Herrnwiese auf seiner linken Seite vom Mückensommerbach gespeist. Südöstlich der Ortsgemeinde Herl nimmt er auf der gleichen Seite den Herler Bach auf.
Er unterquert die  L 149, läuft dann am Herler Felsen vorbei und mündet bei der Klostermühle auf einer Höhe von 337 m ü. NHN von links in den aus dem Osten heranziehenden  Feller Bach. Bei der Mündung treffen die Gemarkungen von Herl, Lorscheid und Farschweiler zusammen.
Der etwa 2,4 km lange Lauf des Saarbachs endet ungefähr 129 Höhenmeter unterhalb seiner Quelle, er hat somit ein mittleres Sohlgefälle von circa 54 ‰.

### Einzugsgebiet
Das 4,756 km² große Einzugsgebiet des Saarbachs liegt im Osburger Hunsrück und wird durch ihn über den Feller Bach, die Mosel und den Rhein zur Nordsee entwässert.
Es grenzt
- im Osten an das Einzugsgebiet des Bickenbachs, der in den Feller Bach mündet
- im Süden an das des Misselbachs, der über die Riveris und die Ruwer in die Mosel entwässert
- im Südwesten an das des Riveriszuflusses Thielenbach
- und im Westen an das des Nossernbachs, der in den Feller Bach mündet.

### Zuflüsse
- Mückensommerbach (links), 1,1 km, 0,69 km²
- Herler Bach (links), 0,6 km, 0,63 km²